# La Vengeance des mères
La Vengeance des mères : Les Journaux de Margaret Kelly et de Molly McGill (The Vengeance of mothers: The Journals of Margaret Kelly and Molly McGill) est un roman de Jim Fergus, sorti originellement en 2016 dans sa traduction française aux éditions Le Cherche midi, l'original ayant été publié en 2017 seulement chez St. Martin's Press.
Le roman fait suite au premier ouvrage de l'auteur, Mille femmes blanches, paru dix-huit ans plus tôt.

## Éditions françaises
Édition originale en grand format
- Jim Fergus (trad. Jean-Luc Pinningre), La Vengeance des mères : les Journaux de Margaret Kelly et de Molly McGill, Paris, Le Cherche midi, 22 septembre 2016, 389 p., 24 cm (ISBN 978-2-7491-4329-3, BNF 45135005).Curieusement, la traduction française du roman est parue antérieurement à l'original américain, The Vengeance of Mothers : the Journals of Margaret Kelly & Molly McGill, publié en 2017 seulement aux États-Unis.

Édition en gros caractères
- Jim Fergus (trad. Jean-Luc Pinningre), La Vengeance des mères : les Journaux de Margaret Kelly et de Molly McGill, Carrière-sur-Seine, À vue d'œil, coll. « 16-17 », 18 avril 2017, 696 p., 24 cm (ISBN 979-10-269-0051-1, BNF 45279868).Ouvrage présenté en deux volumes diffusés solidairement.

Édition au format de poche
- Jim Fergus (trad. Jean-Luc Pinningre), La Vengeance des mères : les Journaux de Margaret Kelly et de Molly McGill, Paris, Pocket, coll. « Pocket » (no 16968), 21 septembre 2017, 497 p., 18 cm (ISBN 978-2-266-27408-1, BNF 45364887)

Livre audio
- Jim Fergus (trad. Jean-Luc Pinningre), La Vengeance des mères : les Journaux de Margaret Kelly et de Molly McGill, Paris, Lizzie, 6 juin 2018 (ISBN 979-10-366-0048-7, BNF 45570937).Texte intégral ; interprètes : Sylvie Jacob et Astrid Roos ; support : 2 disques compacts audio MP3 ; durée : 12 h 14 min environ.